# So Fresh, So Clean
"So Fresh, So Clean"은 미국의 힙합 듀오 아웃캐스트의 네 번째 스튜디오 음반인 Stankonia (2000)에 수록된 곡이다. 이 곡은 오랜 기간 협력해온 Organized Noize가 프로듀싱했다. 이 곡은 미국 빌보드 핫 100 차트에서 30위를 기록했으며, 2020년 10월 미국 음반 산업 협회(RIAA)로부터 플래티넘 인증을 받았다.

## 샘플
이 곡은 조 사이먼의 "Before the Night Is Over" 샘플을 특징으로 한다. 이 곡은 또한 펑카델릭의 "I'll Stay" 샘플을 사용했다.

## 차트 성과
"So Fresh, So Clean"은 2001년 3월 3일자 미국 빌보드 핫 100 차트에 71위로 데뷔했다. 이 곡은 2001년 5월 5일자 차트에서 30위로 최고 순위를 기록했다. 2020년 10월 8일, 이 싱글은 미국 음반 산업 협회(RIAA)로부터 미국 내 판매 및 스트리밍 합산 100만 유닛 이상을 기록하여 플래티넘 인증을 받았다.

## 뮤직 비디오
뮤직 비디오에는 듀오와 슬리피 브라운이 다양한 CGI 배경, 미용실, 교회를 배경으로 공연하는 모습이 담겨 있다. 루다크리스, 슬림 캘훈, TLC의 칠리, 그리고 Goodie Mob의 멤버들이 카메오로 출연한다.

## 리믹스
공식 리믹스인 "So Fresh, So Clean (Stankonia Remix)"에는 스눕 독과 슬리피 브라운이 참여했다. 이 곡은 스눕 독의 영화 본즈의 사운드트랙에 "Fresh and Clean (Remix)"라는 이름으로 수록되었다.

## 트랙 목록
| 미국 맥시 CD 싱글 1. "So Fresh, So Clean" (라디오 에디트) – 4:05 2. "So Fresh, So Clean" (클럽 믹스) – 4:04 3. "So Fresh, So Clean" (인스트루멘탈) – 4:04 4. "So Fresh, So Clean" (Stankonia 리믹스 클럽 믹스 feat. 스눕 독 & 슬리피 브라운) – 4:37 5. "So Fresh, So Clean" (Stankonia 리믹스 인스트루멘탈) – 4:39 미국 12인치 싱글 A1. "So Fresh, So Clean" (라디오 에디트) – 4:06 A2. "So Fresh, So Clean" (클럽 믹스) – 4:06 A3. "So Fresh, So Clean" (인스트루멘탈) – 4:04 B1. "Gangsta Sh*t" (클럽 믹스) – 4:44 B2. "Gangsta Sh*t" (인스트루멘탈) – 4:43 영국 CD 싱글 1. "So Fresh, So Clean" (라디오 에디트) – 4:06 2. "So Fresh, So Clean" (팻보이 슬림 리믹스) – 5:48 3. "Ms. Jackson" (Mr. Drunk 믹스) – 4:45 | 영국 12인치 싱글 A1. "So Fresh, So Clean" (음반 버전) – 4:06 A2. "So Fresh, So Clean" (팻보이 슬림 리믹스) – 5:48 B1. "So Fresh, So Clean" (인스트루멘탈) – 4:04 영국 카세트 싱글 1. "So Fresh, So Clean" (라디오 에디트) – 4:06 2. "So Fresh, So Clean" (팻보이 슬림 리믹스) – 5:48 유럽 CD 싱글 1. "So Fresh, So Clean" (라디오 믹스) – 4:06 2. "So Fresh, So Clean" (인스트루멘탈) – 4:04 오스트레일리아 CD 싱글 1. "So Fresh, So Clean" (라디오 믹스) – 4:06 2. "So Fresh, So Clean" (팻보이 슬림 리믹스) – 5:48 3. "Ms. Jackson" (Mr. Drunk Remix) – 4:45 4. "So Fresh, So Clean" (인스트루멘탈) – 4:04 |

## 차트
| 차트 (2001)                         | 최고 순위 |
| ----------------------------------- | --------- |
| 오스트레일리아 (ARIA)               | 46        |
| 호주 어반 (ARIA)                    | 15        |
| 오스트리아 (Ö3 오스트리아 탑 40)    | 45        |
| 벨기에 (울트라팁 플랑드르)          | 6         |
| 벨기에 (울트라팁 왈로니아)          | 5         |
| 유럽 (유로차트 핫 100)              | 43        |
| 독일 (미디어 컨트롤 AG)             | 42        |
| 아일랜드 (IRMA)                     | 34        |
| 네덜란드 (네덜란드스 탑 40)         | 40        |
| 네덜란드 (싱글 톱 100)              | 62        |
| 뉴질랜드 (레코드 뮤직 NZ)           | 46        |
| 스코틀랜드 (오피셜 차트 컴퍼니)     | 35        |
| 스웨덴 (스베리예토프리스탄)         | 47        |
| 스위스 (슈바이처 히트파라데)        | 41        |
| 영국 싱글 (오피셜 차트 컴퍼니)      | 16        |
| 영국 댄스 (오피셜 차트 컴퍼니)      | 7         |
| 영국 알앤비 (오피셜 차트 컴퍼니)    | 10        |
| 미국 빌보드 핫 100                  | 30        |
| 미국 핫 알앤비/힙합 송 (《빌보드》) | 10        |
| 미국 핫 랩 송 (《빌보드》)          | 13        |
| 10                                  |           |

| 차트 (2001)                           | 순위 |
| ------------------------------------- | ---- |
| 미국 빌보드 핫 100                    | 94   |
| 미국 핫 R&B/힙합 싱글 & 트랙 (빌보드) | 32   |
| 미국 리드믹 탑 40 (빌보드)            | 48   |

## 인증
| 국가                               | 인증        | 판매량/출하량 |
| ---------------------------------- | ----------- | ------------- |
| 오스트레일리아 (ARIA)              | 골드        | 35,000        |
| 영국 (BPI)                         | 실버        | 200,000       |
| 미국 (RIAA)                        | 2× 플래티넘 | 2,000,000     |
| 판매량+스트리밍을 기반으로 한 인증 |             |               |

## 발매 역사
| 지역           | 날짜            | 형식                    | 레이블            | 참조   |
| -------------- | --------------- | ----------------------- | ----------------- | ------ |
| 미국           | 2001년 3월 13일 | 12인치 바이닐           | 라페이스 아리스타 | [ 4 ]  |
| 오스트레일리아 | 2001년 5월 28일 | CD                      | 라페이스 아리스타 | [ 36 ] |
| 스웨덴         | 2001년 5월 28일 | CD                      | 라페이스 아리스타 | [ 37 ] |
| 영국           | 2001년 5월 28일 | 12인치 바이닐 CD 카세트 | 라페이스 아리스타 | [ 38 ] |